# PA2G4
La proteína 2G4 asociada a proliferación (PA2G4) es una proteína codificada en humanos por el gen PA2G4.
Este gen codifica una proteína de unión a ARN que está implicada en la regulación del crecimiento celular. Esta proteína está presente en complejos de ribonucleoproteína pre-ribosomal y podría estar implicada en el ensamblaje del ribosoma y en la regulación de fases intermedias y tardías del procesamiento del ARN ribosómico. PA2G4 puede interaccionar con el dominio citoplásmico del receptor ERBB3 con lo que podría contribuir en la transducción de señales reguladoras del crecimiento. Esta proteína también es un correpresor transcripcional de genes regulados por el receptor androgénico y otros genes reguladores del ciclo celular por medio de su interacción con histona deacetilasas. PA2G4 se encuentra implicada en la inhibición del crecimiento y en la inducción de diferenciación de células cancerígenas humanas. Se han identificado hasta seis pseudogenes de PA2G4 localizados en los cromosomas 3, 6, 9, 18, 20 y X, respectivamente.

## Interacciones
La proteína PA2G4 ha demostrado ser capaz de interaccionar con:
- ERBB3[3][4]
- Proteína del retinoblastoma[5]
- Receptor androgénico[6]